# Laurent Bilbeau
Laurent Bilbeau, né le 23 mai 1911 à Chalivoy-Milon (Cher) et mort le 23 juillet 1979 à Vierzon, est un homme politique français.

## Biographie
Fils de paysans pauvres, il devient instituteur, enseignant dans les années 1930 à Vierzon, où il adhère et milite au Parti communiste. Après la Libération, mariée à une enseignante, il choisit un poste d'instituteur rural dans le Boischaut Sud, et s'installe à Bruère-Allichamps, commune dont il est maire de 1971 à sa mort. Très connu dans sa région, il est élu député lors des élections législatives de 1967. Il est battu l'année suivante par le candidat gaulliste Maurice Papon.

## Détail des fonctions et des mandats
Mandat parlementaire
- 12 mars 1967 - 30 mai 1968 : Député de la 3e circonscription du Cher